# 実業高等学校
実業高等学校（じつぎょうこうとうがっこう）とは、主に日本で実業についての専門技術や知識を習得するための高等学校のことである。専門高校（旧職業高等学校）のように「職業教育を主とする学科」を設置する高等学校一般を指す場合の他に、学校名としても用いられる。なお、本項目では学校の名称に「実業」の語が含まれている高等学校を中心に解説する。

## 概要
実業高等学校は、旧制の農業学校、工業学校、商業学校、水産学校などを継承する沿革の学校が多く、これらを総称して実業学校とも呼んでいたことに由来する。また、当時の教科の農業、工業、商業、水産などは、総称して実業科とも呼ばれていた。
現在の実業高等学校は、職業高等学校の同義語として用いられる場合の他に、農業に関する学科、工業に関する学科、商業に関する学科、水産に関する学科などから複数の学科を併せ持つ場合の学校名として用いられることもある。
複数の業種に跨って職業教育を行う高等学校の名称としては、実業高等学校の他に商工高等学校、産業高等学校などが用いられる他、千葉県立流山高等学校、三重県立明野高等学校や岡山県立岡山南高等学校のように専門高校でない高校と変わらない名称の高校がある。また、かつては農工高等学校、農商高等学校などが用いられていたこともある。
なお、早稲田実業学校高等部のように、現在普通科しか存在しなくても、創立からの経緯で校名に実業が入っている学校もある。

## おもな設置学科
多くの実業高等学校で設置されている学科には、主にこのようなものがある。
- 農業に関する学科
- 工業に関する学科
- 商業に関する学科